# Resolución 1736 del Consejo de Seguridad de las Naciones Unidas
La Resolución 1736 del Consejo de Seguridad de las Naciones Unidas fue adoptada por unanimidad el 22 de diciembre de 2006. Después de recordar todas las resoluciones anteriores relativas a la situación de la República Democrática del Congo, de Burundi y de la región de los Grandes Lagos de África, el Consejo aumentó la fuerza militar de la Misión de las Naciones Unidas en la República Democrática del Congo (MONUC) del 1 de enero de 2007 al 15 de febrero de 2007.

## Resolución

### Observaciones
El Consejo volvió a elogiar a los pueblos de la República Democrática del Congo por su compromiso con el proceso democrático. Señaló que 50 observadores militares desplegados temporalmente por la Operación de las Naciones Unidas en Burundi (ONUB) de acuerdo con las resoluciones 1669 (2006) y 1692 (2006) habían completado con éxito su misión y serían repatriados el 31 de diciembre de 2006.
Igual que con las resoluciones anteriores, la Resolución 1736 condenó las hostilidades llevadas a cabo al este del país por milicianos y grupos armados extranjeros y criticó las violaciones del derecho internacional humanitario y de los derechos humanos, particularmente aquellas llevada a cabo por las milicias, grupos armados extranjeros y elementos de las Fuerzas Armadas de la República Democrática del Congo. En este sentido, los miembros del Consejo instaron a llevar a los responsables de las mismas ante la justicia.
El Consejo era consciente de que los mandatos de ONUB y MONUC acabarían el 31 de diciembre de 2006 y el 15 de febrero de 2007, respectivamente, y anticiparon una revisión de la MONUC por el Secretario General.

### Actas
Mediante los poderes del Capítulo VII, el Consejo de Seguridad autorizó un aumento temporal de 916 militares para la MONUC desde el 1 de enero de 2007 hasta el 15 de febrero de 2007. Al mismo tiempo, también se amplió el despliegue temporal de un batallón de infantería y un hospital militar de ONUB. Reafirmó su intención de revisar el tema pendiente con un informe del Secretario General.  